# FBI: 모스트 원티드
《FBI: 모스트 원티드》(영어: FBI: Most Wanted)는 미국의 경찰 드라마 텔레비전 시리즈이다. 2020년 1월 7일부터 CBS에서 방영 중이다.

## 출연
주연
- 줄리언 맥맨
- 켈런 러츠
- 록시 스턴버그
- 키샤 캐슬휴스
- 너새니얼 아캔드
- 야야 고슬린
- 미겔 고메즈
- 알렉사 다벌로스
- 딜런 맥더멋
- 에드윈 호지
- 샨텔 밴샌튼

조연
- 론 카디널
- 아이린 버다드
- 에이미 칼슨
- 테리 오퀸
- 제니퍼 랜던

특별 출연
- 헨리 토머스
- 조슈아 멀리나
- 빅터 윌리엄스
- 팀 디케이
- 크리스토프 콘래드

크로스오버
- 미시 페러그림
- 지코 자키
- 에보네이 노엘
- 존 보이드
- 얼래나 데라가자
- 제러미 시스토
- 루크 클라인탱크
- 캐서린 러네이 케인
- 샨텔 밴샌튼

## 같이 보기
- FBI (드라마)
- FBI: 인터내셔널